# Ауэ-Шварценберг (район)
А́уэ-Шва́рценберг (нем. Aue-Schwarzenberg) — бывший район в Германии.
Центр района — город Ауэ. Район входил в землю Саксония. Подчинён был административному округу Кемниц . Занимает площадь 528,33 км². Население 130 038 чел. Плотность населения 246 человек/км².
Официальный код района 14 1 91.
После 2008 года стал частью объединённого района Рудные Горы в новообразованном дирекционном округе Хемниц.
Район подразделялся на 19 общин.

## Города и общины
Города
1. Ауэ (18 272)
2. Айбеншток (6 504)
3. Грюнхайн-Байерфельд (6 630)
4. Йохангеоргенштадт (5 309)
5. Лаутер (4 919)
6. Лёсниц (10 296)
7. Шнееберг (16 503)
8. Шварценберг (18 337)

Общины
1. Бад-Шлема (5 480)
2. Бернсбах (4 590)
3. Бокау (2 596)
4. Брайтенбрунн (6 357)
5. Маркерсбах (1 888)
6. Пёла (1 272)
7. Рашау (3 977)
8. Шёнхайде (5 298)
9. Зоза (2 135)
10. Штютценгрюн (3 794)
11. Чорлау (5 881)

Объединения общин
Управление Айбеншток
Управление Рашау-Маркерсбах-Пёла
Управление Чорлау